# Boncuk Yılmaz
Boncuk Makbule Yılmaz (* 13. Mai 1981 in Istanbul) ist eine türkische Schauspielerin.

## Leben und Karriere
Yılmaz wurde am 13. Mai in Istanbul geboren. Sie studierte an der Anadolu Üniversitesi. Ihr Debüt gab sie 2004 in dem Film Karpuz Kabuğundan Gemiler Yapmak. 2006 trat sie in dem Film Kızlar Yurdu auf. Im selben Jahr spielte sie in der Fernsehserie Sıla mit. Außerdem war sie in der Serie Haneler zu sehen. Anschließend bekam sie 2017 in der Serie Çukur die Hauptrolle. 2013 heiratete sie den türkischen Schauspieler Fethi Kantarcı. Anschließend spielte sie 2022 in Zeytin Ağacı die Hauptrolle.

## Filmografie
Filme
- 2004: Karpuz Kabuğundan Gemiler Yapmak
- 2005: Sessiz Gece
- 2006: Kızlar Yurdu
- 2019: Kader Postası

Serien
- 2006: Sıla
- 2009: Haneler
- 2011: Mazi Kalbimde Yaradır
- 2013: Bir Yastıkta
- 2013: Böyle Bitmesin
- 2017–2021: Çukur
- 2022: Zeytin Ağacı